# Liste der Landesstraßen in Baden-Württemberg ab der L 230
Diese Liste enthält die Landesstraßen in Baden-Württemberg ab der L 230. Es sind die Landesstraßen im ehemaligen Regierungsbezirk Südwürttemberg-Hohenzollern und in dessen unmittelbar angrenzenden Gebieten.
Diese Seite enthält die Landesstraßen bis zur L 499. Die weiteren Landesstraßen stehen auf den folgenden Seiten:
- Liste der Landesstraßen in Baden-Württemberg ab der L 67
- Liste der Landesstraßen in Baden-Württemberg ab der L 500
- Liste der Landesstraßen in Baden-Württemberg ab der L 1000
- Liste der Landesstraßen in Baden-Württemberg ab der L 1200
- Liste der Landesstraßen in Baden-Württemberg ab der L 2000

## Liste
Nicht vorhandene bzw. nicht nachgewiesene Landesstraßen sind kursiv gekennzeichnet, ebenso Straßen und Straßenabschnitte, die unabhängig vom Grund (Herabstufung zu einer Kreis- oder Gemeindestraße oder Höherstufung) keine Landesstraßen mehr sind.
Der Straßenverlauf wird in der Regel von Nord nach Süd und von West nach Ost angegeben.
| Nr.    | Verlauf |
| ------ | --- |
| L 230a | in Dußlingen – Dußlingen-Pulvermühle – Dußlingen-Wiesazsägmühle – L 384 in Gomaringen – Reutlingen-Bronnweiler – L 383 in Reutlingen-Gönningen – L 382 in Sonnenbühl-Genkingen – / in Lichtenstein-Traifelberg – L 387 – Engstingen-Kohlstetten – Gomadingen-Offenhausen – L 249 in Gomadingen – Gomadingen-Steingebronn – L 247 – in Münsingen – Münsingen-Auingen – Münsingen-Böttingen – L 240 in Münsingen-Magolsheim – Heroldstatt-Breithülen – Heroldstatt-Öfnen – L 232 – Heroldstatt-Eichbühl – Heroldstatt-Ennabeuren – Heroldstatt-Sontheim – L 1236 in Laichingen – L 1230 in Laichingen-Machtolsheim |
| L 231a | in Ehingen (Donau)-Frankenhofen – Ehingen (Donau)-Granheim – Ehingen (Donau)-Mundingen – in Untermarchtal |
| L 232a | L 230 – L 240 in Schelklingen-Ingstetten |
| L 240a | L 230 in Münsingen-Magolsheim – L 232 in Schelklingen-Ingstetten – Schelklingen-Justingen – Schelklingen-Hausen ob Urspring – in Schelklingen – L 241 in Erbach-Ringingen – Erbach-Bach – L 1244 in Erbach – in Erbach – in Ulm-Donaustetten – L 1242 in Ulm-Unterweiler – L 260 in Illerkirchberg-Unterkirchberg |
| L 241a | in Blaubeuren-Gerhausen – Blaubeuren-Beiningen – Blaubeuren-Pappelau – L 240 in Erbach-Ringingen |
| L 245a | – Bad Urach-Hengen – in Bad Urach-Seeburg – … – L 249 in Hayingen – Gossenzugen – in Zwiefalten |
| L 247a | L 230 – Gomadingen-Grafeneck – L 249 in Gomadingen-Marbach an der Lauter |
| L 248a | in Hohenstein-Bernloch – Hohenstein-Ödenwaldstetten – L 249 in Hohenstein-Eglingen |
| L 249a | in Bad Urach – Bad Urach-Sirchingen – St. Johann-Upfingen – L 380 in St. Johann-Lonsingen – St. Johann-Gächingen – L 230 in Gomadingen – L 247 in Gomadingen-Marbach an der Lauter – Gomadingen-Schelmenbühl – Gomadingen-Dapfen – Gomadingen-Ölmühle – Gomadingen-Wasserstetten – L 248 in Hohenstein-Eglingen – Hayingen-Ehestetten – L 245 in Hayingen – Hayingen-Oberwilzingen – Rechtenstein – in Obermarchtal |
| L 250a | L 1250 – Hülben – in Bad Urach |
| L 251a | in Warthausen – L 267 in Warthausen |
| L 252a | in Römerstein-Böhringen – in Römerstein-Donnstetten – Westerheim-Eichhölzle – L 1236 in Westerheim |
| L 253a | L 275 – Gammertingen-Feldhausen – Gammertingen-Kettenacker – Pfronstetten-Geisingen – |
| L 255a | in Ehingen (Donau) – Dettingen – Dintenhofen – L 257 in Rottenacker |
| L 257a | – Untermarchtal – L 273 in Munderkingen – L 255 in Rottenacker – Ehingen (Donau)-Kirchbierlingen – Ehingen (Donau)-Schaiblishausen – Laupheim-Untersulmetingen – Laupheim-Dürnachhöfe – L 265 in Laupheim |
| L 259a | in Ehingen (Donau)-Nasgenstadt – Griesingen – Ehingen (Donau)-Untere Lüssen – Ehingen (Donau)-Rißtissen – in Laupheim – L 265 in Laupheim – … – L 263 in Burgrieden-Rot – L 1268 in Schwendi-Orsenhausen – Schwendi-Großschafhausen – L 280 in Schwendi |
| L 260a | in Ulm-Wiblingen – L 2021 in Ulm-Wiblingen – L 240 in Illerkirchberg-Unterkirchberg – L 2019 in Illerkirchberg-Oberkirchberg – Illerrieden-Wochenau – L 1261 – Illerrieden – Illerrieden-Wangen – Dietenheim-Regglisweiler – Landesgrenze – Dietenheim-Brandenburg – (St 1260 in Bayern) – Landesgrenze – Dietenheim-Gerthof – L 1268 in Dietenheim – Balzheim-Halbertshof – Balzheim-Unterbalzheim – Balzheim-Oberbalzheim – Kirchberg an der Iller-Sinningen – L 264 in Kirchberg an der Iller – L 299 in Erolzheim – Bonlanden – Berkheim-Tannenschachen – in Berkheim – Berkheim-Illerbachen – Tannheim-Haldau – Tannheim-Jägerhaus – L 300 in Tannheim – Aitrach-Mooshausen – L 314 in Aitrach-Marstetten – Aitrach – L 2009 in Aitrach-Ferthofen – L 2009 in Aitrach-Rank – Aichstetten-Breitenbach – Aichstetten-Hardsteig – Aichstetten-Ziegelbrunnen – Aichstetten – / – Aichstetten-Altmannshofen – / – Leutkirch im Allgäu-Lauben – Leutkirch im Allgäu-Nibelhöfe – L 309 in Leutkirch im Allgäu-Niederhofen – L 308 in Leutkirch im Allgäu |
| L 261a | L 265 in Achstetten-Unterholzheim – Achstetten-Gerbe – Achstetten-Holzmühle – /L 263 in Achstetten-Engelberg – Achstetten-Oberholzheim – Hüttisheim-Ziegelei – L 1261 in Hüttisheim |
| L 263a | /L 261 in Achstetten-Engelberg – Burgrieden – L 259 in Burgrieden-Rot |
| L 264a | L 260 in Kirchberg an der Iller – Dettingen an der Iller – Dettingen an der Iller-Venusmühle – Dettingen an der Iller-Kleinkellmünz – Landesgrenze – (St 1264 in Bayern) |
| L 265a | L 261 in Achstetten-Unterholzheim – Achstetten – L 259 in Laupheim – L 257 in Laupheim – in Laupheim – Laupheim-Baustetten – Mietingen – L 280 in Schwendi-Schönebürg – Gutenzell-Hürbel-Hürbel – Ochsenhausen-Reinstetten – Ochsenhausen-Goppertshofen – in Ochsenhausen-Rottum-Insel – L 302 in Ochsenhausen – Steinhausen an der Rottum-Rottum – Steinhausen an der Rottum-Ehrensberg – Steinhausen an der Rottum-Bellamont – Steinhausen an der Rottum-Taubenhaus – Steinhausen an der Rottum-Semeshäusle – Eberhardzell-Altmessner – L 306 – Rot an der Rot-Moor – L 300 in Rot an der Rot-Ellwangen – Bad Wurzach-Talhof – Bad Wurzach-Dietmanns – Bad Wurzach-Albers – L 309 in Bad Wurzach – L 309/L 314 in Bad Wurzach – … – – Bad Wurzach-Paradies – L 317 in Bad Wurzach-Arnach – Bad Wurzach-Balthases – Bad Wurzach-Neuhauser – Kißlegg-Immenried – Kißlegg-Steighof – Kißlegg-Rempertshofen – Kißlegg-Lutzhof – L 330 in Kißlegg – Kißlegg-Zaisenhofen – Kißlegg-Oberhorgen – / – Kißlegg-Dettishofen – Kißlegg-Knittelsbach – Kißlegg-Schäferhaus – Argenbühl-Au – Argenbühl-Lutzeney – Argenbühl-Unterstaig – Argenbühl-Lutzeney – Argenbühl-Riesers – L 320 in Argenbühl-Gottrazhofen – Argenbühl-Steig – L 320 in Argenbühl-Christazhofen – Argenbühl-Einödhof – Argenbühl-Schwabenhof – Argenbühl-Loritz – Argenbühl-Semmersteig – Argenbühl-Kreuzbühl – Argenbühl-Ried – Isny im Allgäu-Unterried – Isny im Allgäu-Neutrauchburg – L 318 in Isny im Allgäu |
| L 266a | – Attenweiler-Gutershofen – Attenweiler – L 273 in Schemmerhofen-Aßmannshardt – Schemmerhofen-Mittenweiler – Schemmerhofen-Alberweiler – L 267 in Maselheim-Äpfingen – Maselheim-Sulmingen – L 280 in Maselheim-Heggbach |
| L 267a | L 266 in Maselheim-Äpfingen – Warthausen-Barabein – Warthausen-Herrlishöfen – L 251 in Warthausen – L 280 in Biberach an der Riß-Birkendorf – in Biberach an der Riß-Birkendorf |
| L 268a | L 277 – Scheer-Heudorf – Mengen-Blochingen – / in Mengen – in Mengen – L 286 – Pfullendorf-Mottschieß – L 194 in Pfullendorf – … – L 201 in Pfullendorf – Pfullendorf-Wattenreute – Pfullendorf-Krähenried – Pfullendorf-Kleinstadelhofen – L 200 in Pfullendorf-Straß |
| L 270a | L 273 in Emerkingen – Oberstadion-Hundersingen – Uttenweiler-Sauggart – Uttenweiler – Betzenweiler-Bischmannshausen – Betzenweiler – Moosburg – Bad Buchau – L 275 in Bad Buchau-Kappel |
| L 271a | in Zwiefalten-Baach – Riedlingen-Zwiefaltendorf – in Obermarchtal-Datthausen |
| L 273a | – L 257 in Munderkingen – L 270 in Emerkingen – Unterstadion-Bettighofen – Unterstadion – Oberstadion – Oberstadion-Mühlhausen – Oberstadion-Moosbeuren – L 266 in Schemmerhofen-Aßmannshardt – Warthausen-Birkenhard – Biberach an der Riß |
| L 275a | in Gammertingen – L 253 – Hettingen-Pistre/Langenenslingen-Pistre – Langenenslingen-Ittenhausen – Langenenslingen-Friedingen – Riedlingen-Pflummern – Riedlingen-Grüningen – L 277 in Riedlingen – … – in Riedlingen-Eichenau – Dürmentingen-Heudorf am Bussen – Dürmentingen – L 282 in Kanzach – L 280 – L 270 in Bad Buchau-Kappel – L 280 – Bad Schussenried-Torfwerk – Bad Schussenried-Sattenbeuren – L 283 – Bad Schussenried-Roppertsweiler – L 284 in Bad Schussenried – L 284n in Bad Schussenried-St. Martin – Bad Schussenried – L 284 in Bad Schussenried-Am Bahnhof – Bad Schussenried-Kürnbach – Bad Schussenried-Laimbach – Aulendorf-Haslach – Bad Waldsee-Elchenreute – Bad Waldsee-Schlupfen – Bad Waldsee-Haslanden – (Abzweig zur L 300 in Bad Waldsee) – L 316 in Bad Waldsee – in Bad Waldsee |
| L 277a | / in Tuttlingen – Tuttlingen-Nendingen – L 443 in Mühlheim an der Donau-Oberstadt – L 440 in Fridingen an der Donau-Bergsteig – L 440 in Fridingen an der Donau – Beuron – Beuron-Talhof – Beuron-Langenbrunn – Beuron-Wollhof – L 196 in Beuron-Hausen im Tal – Beuron-Neidingen – Beuron-Unterneidingen – L 197 in Beuron-Thiergarten – Sigmaringen-Gutenstein – Inzigkofen-Wuhrhalden – Inzigkofen-Bahnhof Inzigkofen – Sigmaringen-Laiz – / in Sigmaringen – in Sigmaringen – Bingen – L 455 in Bingen-Hitzkofen – L 268 – Langenenslingen-Wilflingen – L 415 in Langenenslingen – L 278 in Langenenslingen-Andelfingen – Altheim – L 275 in Riedlingen – in Riedlingen |
| L 278a | L 277 in Langenenslingen-Andelfingen – Altheim-Heiligkreuztal – Ertingen-Binzwangen – in Ertingen |
| L 279a | L 282 in Herbertingen – Hohentengen-Ölkofen – L 283 in Hohentengen – Hohentengen-Völlkofen – Hohentengen-Birkhöfe – L 280 in Ostrach-Tafertsweiler |
| L 280a | L 201 in Pfullendorf-Denkingen – Ostrach-Ochsenbach – Hahnennest – Ostrach-Burgweiler – Ostrach-Spöck – Ostrach-Dichtenhausen – L 194 in Ostrach – L 288 in Ostrach – L 286 in Ostrach – L 279 in Ostrach-Tafertsweiler – Ostrach-Bachhaupten – Bad Saulgau-Bolstern – Bad Saulgau-Bogenweiler – Bad Saulgau-Häberlesmühle – L 283 in Bad Saulgau – in Bad Saulgau – … – L 283 – Bad Saulgau-Bondorf – Bad Saulgau-Braunenweiler – Dürnau – L 275 – L 270 – Bad Buchau – Oggelshausen – Oggelshausen-Bahnstock – Biberach an der Riß-Hofen – Biberach an der Riß-Aymühle – Biberach an der Riß-Stafflangen – – … – in Biberach an der Riß – in Biberach an der Riß – L 267 in Biberach an der Riß-Birkendorf – Biberach an der Riß-Mettenberg – Maselheim-Laupertshausen – Maselheim – Maselheim-Heggbacher Mühle – L 266 in Maselheim-Heggbach – L 265 in Schwendi-Schönebürg – L 259 in Schwendi – Wain – L 1268 |
| L 282a | / in Herbertingen – L 279 in Herbertingen – Herbertingen-Marbach – L 275 in Kanzach |
| L 283a | in Mengen – Hohentengen-Beizkofen – L 279 in Hohentengen – Hohentengen-Günzkofen – Hohentengen-Eichen – Bad Saulgau-Fulgenstadt – L 280 in Bad Saulgau – in Bad Saulgau – Bad Saulgau-Steinbronnen – Bad Saulgau-Renhardsweiler – Bad Saulgau-Bierstetten – Bad Schussenried-Reichenbach – L 275 – L 284 in Bad Schussenried-Steinhausen – Ingoldingen-Muttensweiler – Ingoldingen-Grodt – Mittelbiberach-Reute – Mittelbiberach-Geradsweiler – Biberach an der Riß-Mittelberg – in Biberach an der Riß |
| L 284a | / – Hochdorf-Appendorf – Ingoldingen-Degernau – L 306 in Ingoldingen – L 283 in Bad Schussenried-Steinhausen – Bad Schussenried-Kleinwinnaden – L 275 in Bad Schussenried – L 275 in Bad Schussenried-Am Bahnhof – Bad Schussenried-Sennhof – Bad Schussenried-Lufthütte – Bad Schussenried-Otterswang – L 285 in Aulendorf – Aulendorf-Zollenreute – Aulendorf-Lohren – Aulendorf-Multer – Aulendorf-Rankwirt – Aulendorf-Geiger – Aulendorf-Röschen – Wolpertswende-Mochenwangen – Wolpertswende-Kögelhof – Baindt-Menzenhäusle – Baindt-Merkenmoos – in Baindt-Wickenhaus |
| L 284n | L 275 in Bad Schussenried-St. Martin – L 284 |
| L 285a | in Bad Saulgau – Bad Saulgau-Lampertsweiler – Bad Saulgau-Rieden – Ebersbach-Musbach-Boos – Ebersbach-Musbach-Musbach – Ebersbach-Musbach-Ried – L 286 in Aulendorf – L 284 in Aulendorf – Aulendorf-Rugetsweiler – Aulendorf-Unterrauhen – Aulendorf-Wallenreute – Aulendorf-Eisenfurt – Bad Waldsee-Magenhaus – Bad Waldsee-Greut – Bad Waldsee-Spätenhof – Bad Waldsee-Reute – in Bad Waldsee-Gaisbeuren |
| L 286a | in Krauchenwies – L 268 – Ostrach-Habsthal – Ostrach-Eimühle – Ostrach-Bernweiler – Ostrach-Wangen – Ostrach-Jettkofen – L 280 in Ostrach – Ostrach-Unterweiler – Ostrach-Oberweiler – Hoßkirch – Hoßkirch-Ratzenreute – Eichstegen – in Altshausen – Ebersbach-Musbach-Ebersbach – L 285 in Aulendorf |
| L 288a | L 280 in Ostrach – Ostrach-Unterweiler – Königseggwald – Riedhausen – L 289 in Wilhelmsdorf-Lengenweiler – Wilhelmsdorf-Esenhausen – L 201b in Horgenzell-Ringenhausen – Horgenzell-Hasenweiler – Horgenzell-Beckenweiler – Horgenzell-Ringgenweiler – L 290 in Horgenzell – Horgenzell-Gossetsweiler – Ravensburg-Unterwaldhausen – Ravensburg-Geratsberg – Ravensburg-Mocken – Ravensburg-Hübscher – Ravensburg-Weststadt – |
| L 289a | in Altshausen – Ebenweiler – Guggenhausen-Muttenhaus – Fleischwangen-Zippern – Fleischwangen – Wilhelmsdorf-Ziegelhütte – L 288 in Wilhelmsdorf-Lengenweiler – Wilhelmsdorf – L 201b in Wilhelmsdorf-Tafern |
| L 290a | L 288 in Horgenzell – Horgenzell-Baumgarten – Horgenzell-Grauenstein – Horgenzell-Wolketsweiler – Horgenzell-Rolgenmoos – Ravensburg-Erbenweiler – Ravensburg-Eggartskirch – in Oberteuringen-Hefigkofen |
| L 291a | in Fronreute-Blitzenreute – Fronreute-Baienbach – Berg-Dietenhofen – Berg-Aichach – Berg-Bachmaier – Berg-Kernen – Berg-Ettishofen – Berg-Vorberg – / in Ravensburg-Deisenfang |
| L 299a | in Erlenmoos-Edenbachen – Erolzheim-Bechtenrot – L 260 in Erolzheim – Dettingen an der Iller – |
| L 300a | L 316 in Bad Waldsee – (Abzweig zur in Bad Waldsee) – Bad Waldsee-Haisterkirch – Bad Wurzach-Haidgau – L 314 in Bad Wurzach-Kimpfler – … – L 265 in Rot an der Rot-Ellwangen – Rot an der Rot-Wirrenweiler – Steinhausen an der Rottum-Emishalden – Rot an der Rot-Spindelwag – L 301 in Rot an der Rot – L 260 in Tannheim – L 2013 in Tannheim-Egelsee – |
| L 301a | in Erlenmoos – Erlenmoos-Eichbühl – L 300 in Rot an der Rot – Bad Wurzach-Hauerz – L 314 in Bad Wurzach-Baierz – L 309 in Bad Wurzach-Seibranz |
| L 302a | L 265 in Ochsenhausen – in Ochsenhausen |
| L 306a | L 284 in Ingoldingen – Ingoldingen-Schiggenmühle – / in Hochdorf-Unteressendorf – in Eberhardzell-Oberessendorf – Eberhardzell-Lindenhof – Eberhardzell-Geigers – Eberhardzell-Haldenkiefer – Eberhardzell-Zuben – Eberhardzell-Waibelhof – L 307 in Eberhardzell – Eberhardzell-Josenhof – Eberhardzell-Unterhornstolz – Eberhardzell-Oberhornstolz – Eberhardzell-Evahof – Füramoos – Eberhardzell-Weiherhaus (Füramoos) – Eberhardzell-Beim Holzweiher – L 265 |
| L 307a | in Biberach an der Riß-Jordanbad/Ummendorf-Jordanbad – Ummendorf – Ummendorf-Fischbach – Ummendorf-Unterer Eisenberg – Eberhardzell-Awengen – Eberhardzell-Weiler – L 306 in Eberhardzell |
| L 308a | / – L 260 in Leutkirch im Allgäu – L 318 in Leutkirch im Allgäu – Leutkirch im Allgäu-Adrazhofen – Leutkirch im Allgäu-Wuchzenhofen – Leutkirch im Allgäu-Ellmeney – Landesgrenze – (St 1308 in Bayern) |
| L 309a | in Bad Wurzach – L 265 in Bad Wurzach – … – L 301 in Bad Wurzach-Seibranz – Leutkirch im Allgäu-Schloss Zeil – Leutkirch im Allgäu-Unterzeil – Leutkirch im Allgäu-Mailand – L 260 in Leutkirch im Allgäu-Niederhofen |
| L 313a | L 314 in Weingarten – L 317 in Weingarten – in Ravensburg-Gewerbegebiet Kammerbrühl |
| L 314a | L 317 in Baienfurt-Binningen – Baienfurt-Niederbiegen – L 313 in Weingarten – Weingarten-Eggers – Weingarten-Sterkshof – Baienfurt – Baienfurt-Annaberg – Baindt-Stöcklis – Bergatreute-Bolanden – Bergatreute-Löffelmühle – Bergatreute-Dobelmühle – Bergatreute – Bergatreute-Furt – L 316 in Wolfegg-Roßberg – Bad Waldsee-Mennisweiler – Bad Wurzach-Zwings – L 300 in Bad Wurzach-Kimpfler – Bad Wurzach-Haid – Bad Wurzach-Haasen – Bad Wurzach-Brodbacher Hof – L 317a in Bad Wurzach – in Bad Wurzach – L 265/L 309 in Bad Wurzach – Bad Wurzach-Untergreut – Bad Wurzach-Obergreut – L 301 in Bad Wurzach-Baierz – Bad Wurzach-Frauenlob – Aitrach-Rotengrund – Aitrach-Treherz – Aitrach-Vogelherd – L 260 in Aitrach-Marstetten |
| L 315a | L 317 in Wolfegg – Wolfegg-Oppenreute – L 330 in Wolfegg-Rötenbach |
| L 316a | L 275 in Bad Waldsee – L 300 in Bad Waldsee – Bad Waldsee-Volkertshaus – Bad Waldsee-Oberurbach – L 314 in Wolfegg-Roßberg – Wolfegg-Gaishaus – Wolfegg-Alttann – L 317 in Wolfegg-Grimmenstein |
| L 317a | / – L 314 in Baienfurt-Binningen – Baienfurt-Niederbiegen – L 313 in Weingarten – Baienfurt-Neu-Haselhaus – L 326 in Schlier-Unterankenreute – Schlier-Oberankenreute – Schlier-Hintermoos – Wolfegg-Wassers – L 324 in Wolfegg – L 315 in Wolfegg – L 316 in Wolfegg-Grimmenstein – Bad Wurzach-Metzisweiler – Bad Wurzach-Weitprechts – L 317a in Bad Wurzach-Eintürnen – Bad Wurzach-Schuhmachers – Bad Wurzach-Schreinermann – L 265 in Bad Wurzach-Arnach – Bad Wurzach-Hagenjörges – |
| L 317a | L 314 in Bad Wurzach – Bad Wurzach-Ziegelbach – Bad Wurzach-Mürses – Bad Wurzach-Beutels – Bad Wurzach-Rohrbach – L 317 in Bad Wurzach-Eintürnen |
| L 318a | L 308 in Leutkirch im Allgäu – Leutkirch im Allgäu-Schadenhof – Leutkirch im Allgäu-Großenbauer – L 319 in Leutkirch im Allgäu-Haselburg – Leutkirch im Allgäu-Unteröschhöfe – Leutkirch im Allgäu-Urlau-Bahnhof – Leutkirch im Allgäu-Oberöschhöfe – Leutkirch im Allgäu-Bottentann – L 320 in Leutkirch im Allgäu-Friesenhofen – Leutkirch im Allgäu-Rimpach – Leutkirch im Allgäu-Oberhofen – Isny im Allgäu-Albrechtshof – Isny im Allgäu-Aigeltshofen – Isny im Allgäu-Rengers – Isny im Allgäu-Zell – Isny im Allgäu-Malerhof – L 265 in Isny im Allgäu – – Landesgrenze – (St 1318 in Bayern) |
| L 319a | Leutkirch im Allgäu-Zollhaus – Leutkirch im Allgäu-Ewigkeit – Leutkirch im Allgäu-Haslerhöfe – Leutkirch im Allgäu-Herlazhofen – Leutkirch im Allgäu-Welschen – L 318 in Leutkirch im Allgäu-Haselburg – … – L 318 – Leutkirch im Allgäu-Hinznang – Leutkirch im Allgäu-Isgazhofen – Leutkirch im Allgäu-Jörger – Leutkirch im Allgäu-Winterstetten – Leutkirch im Allgäu-Emerlanden – Landesgrenze – (St 2376 in Bayern) |
| L 320a | (St 1320 in Bayern) – Landesgrenze – Wangen im Allgäu-Kocherhof – Wangen im Allgäu-Dabetsweiler – Wangen im Allgäu-Roggenzell – L 2374 – Wangen im Allgäu-Neuravensburg – Wangen im Allgäu-Schwarzenbach – Wangen im Allgäu-Reute – Wangen im Allgäu-Hiltensweiler – Wangen im Allgäu-Hatzenweiler – L 333 – Wangen im Allgäu-Niederwangen – Wangen im Allgäu-Lottenmühle – Wangen im Allgäu-Berger Höhe – L 321 in Wangen im Allgäu-Altstadt – in Wangen im Allgäu-Altstadt – Wangen im Allgäu-Engelberg – Wangen im Allgäu-Wiesen – Wangen im Allgäu-Oflings – Wangen im Allgäu-Käferhofen – Wangen im Allgäu-Ahegg – L 321 in Wangen im Allgäu-Bahnhof Ratzenried – Argenbühl-Artisberg – Argenbühl-Eggen – Argenbühl-Ratzenried – Argenbühl-Ortmann – Argenbühl-Reute (bei Ratzenried) – Argenbühl-Sägenweiher – Argenbühl-Göttlishofen – L 265 in Argenbühl-Christazhofen – L 265 in Argenbühl-Gottrazhofen – Argenbühl-Gschwend – Argenbühl-Enkenhofen – Argenbühl-Seehalden – Isny im Allgäu-Beuren – Isny im Allgäu-Hedrazhofen – Isny im Allgäu-Roser – Isny im Allgäu-Unterspießwengen – Leutkirch im Allgäu-Boschen-Friesenhofen – L 318 in Leutkirch im Allgäu-Friesenhofen |
| L 321a | / – L 320 in Wangen im Allgäu-Bahnhof Ratzenried – … – L 320 in Wangen im Allgäu-Altstadt – in Wangen im Allgäu-Vorderes Ebnet/Wangen im Allgäu-Hinteres Ebnet – Wangen im Allgäu-Atzenberg – Wangen im Allgäu-Sigmanns – Landesgrenze – (St 2003 in Bayern) |
| L 323a | L 317 – L 324 in Vogt-Grund |
| L 324a | L 317 in Wolfegg – Wolfegg-Schachenmühle – L 323 in Vogt-Grund – L 330 in Vogt-Unterhalden – Vogt-Moser – Vogt-Windbühl – Vogt-Küchel – L 325 in Vogt – Vogt-Wiesholz – Vogt-Reckendürren – Vogt-Holzmühle – Vogt-Mosisgreut – Vogt-Karter – Waldburg-Feld – Waldburg-Bildspitz – Waldburg-Hannober – Waldburg-Rotengrund – Waldburg-Reute – Waldburg-Blauensee – Waldburg-Vorderwiddum – Waldburg-Hinterwiddum – Waldburg-Schafmaier-Maiertal – L 326 in Bodnegg-Kofeld |
| L 325a | in Ravensburg-Oststadt – Ravensburg-Albertshofen – Ravensburg-Hinzistobel – Schlier-Fenken – Schlier – Schlier-Wetzisreute – L 326 – Waldburg-Neuwaldburg – Vogt-Heißen – Vogt-Letze – Vogt-Reich – Vogt-Stockäcker – Vogt-Steckenberg – L 324 in Vogt – Vogt-Stocken – Wangen im Allgäu-Sommers – Wangen im Allgäu-Unteregg – Wangen im Allgäu-Karsee – Wangen im Allgäu-Schweinberg – Wangen im Allgäu-Leupolz – Wangen im Allgäu-Leupolzwiddum – Wangen im Allgäu-Merken – Wangen im Allgäu-Leupolzbauhof – Wangen im Allgäu-Ungerhaus – Wangen im Allgäu-Weiler – Wangen im Allgäu-Waldberg – in Wangen im Allgäu-Herfatz |
| L 326a | L 317 in Schlier-Unterankenreute – Schlier-Fohren – Schlier-Risthof – L 325 – Waldburg – L 324 in Bodnegg-Kofeld – in Bodnegg-Rotheidlen – Bodnegg-Eggenberg – Bodnegg-Sonthäusen – Bodnegg-Schmidhäusen – L 335 in Bodnegg-Lachen – Bodnegg – Bodnegg-Hirscher – Bodnegg-Moos – Bodnegg-Fahnhalden – Bodnegg-Ippenried – Bodnegg-Langäcker – Bodnegg-Unterwagenbach – Tettnang-Vorderreute – Tettnang-Obereisenbach – Tettnang-Biggenmoos – Tettnang-Untereisenbach – L 333 in Tettnang-Büchel |
| L 328a | L 329 in Oberteuringen-Blankenried – Friedrichshafen-Oberlottenweiler – Friedrichshafen-Ailingen – Friedrichshafen-Wiggenhausen – in Friedrichshafen-Löwental – in Friedrichshafen-Seewiesenesch |
| L 328b | L 207 in Friedrichshafen-Kluftern – Friedrichshafen-Efrizweiler – Friedrichshafen-Spaltenstein – Friedrichshafen-Schnetzenhausen – Friedrichshafen-Seebruck – Friedrichshafen-Waggershausen – Friedrichshafen-Hofen |
| L 329a | in Oberteuringen-Hefigkofen – Oberteuringen – L 328a in Oberteuringen-Blankenried – Friedrichshafen-Lindenholz – Friedrichshafen-Waltenweiler – Friedrichshafen-Ettenkirch – Friedrichshafen-Eggenweiler – Meckenbeuren-Brochenzell – in Meckenbeuren – Meckenbeuren-Habacht – – Tettnang-Fünfehrlen – Tettnang-Bechlingen – L 333 in Tettnang – Tettnang-Oberhof – Tettnang-Neuhalden – Tettnang-Reutenen – in Tettnang-Schäferhof |
| L 330a | L 324 in Vogt-Unterhalden – L 315 in Wolfegg-Rötenbach – Kißlegg-Untertiefental – Kißlegg-Obertiefental – Kißlegg-Finken – Kißlegg-Krumbach – Kißlegg-Reute – Kißlegg-Hahnensteig – Kißlegg-Burg – L 265 in Kißlegg |
| L 331a | L 333 – Neukirch-Wildpoltsweiler – Tettnang-Rappertsweiler – Tettnang-Steinenbach – Tettnang-Oberlangnau – Tettnang-Hiltensweiler – Tettnang-Götzenweiler – Tettnang-Wolfratz – Landesgrenze – (St 2375 in Bayern) |
| L 333a | in Meckenbeuren-Lochbrücke – Meckenbeuren-Sibratshaus – Tettnang-Kau – Tettnang-Walchesreute – Tettnang-Pfingstweid – Tettnang-Bürgermoos – – L 329 in Tettnang – Tettnang-Frohe Aussicht – Tettnang-Missenhardt – L 326 – Tettnang-Schwanden – Tettnang-Holzhäusern – Tettnang-Tannau – Tettnang-Baldensweiler – Tettnang-Dietmannsweiler – Neukirch-Elmenau – L 331 – Neukirch-Bernried – L 335 in Neukirch – Neukirch-Mehetsweiler – Neukirch-Uhetsweiler – Neukirch-Matzenweilerhof – Goppertsweiler – Wangen im Allgäu-Pflegelberg – Wangen im Allgäu-Primisweiler – Wangen im Allgäu-Mittenweiler – Wangen im Allgäu-Feld – L 320 |
| L 334a | in Eriskirch-Schlatt – Langenargen-Hungerberg – Langenargen-Bierkeller-Waldeck – Langenargen – Kressbronn am Bodensee-Gohren – Kressbronn am Bodensee-Reute – Kressbronn am Bodensee – / in Kressbronn am Bodensee-Linderhof |
| L 335a | in Grünkraut-Staig – Grünkraut-Meuschenmoos – Grünkraut-Friedach – Grünkraut – Grünkraut-Hübschenberg – Grünkraut-Sigmarshofen – Bodnegg-Emmelhofen – Bodnegg-Rosenharz – Bodnegg-Widdum – Bodnegg – L 326 in Bodnegg-Lachen – Bodnegg-Bruderhof – Bodnegg-Gutmannshof – Bodnegg-Boselberg – Bodnegg-Raihen – Neukirch-Ebersberg – Hinteressach – Neukirch-Vorderessach – L 333 in Neukirch |
| L 338a | L 565 in Neuenbürg – L 381 in Neuenbürg – in Neuenbürg – in Birkenfeld-Schwarzloch – Neuenbürg-Grösseltal – Engelsbrand-Wasserhaus – L 562 in Engelsbrand – L 562 in Engelsbrand-Baumschulhof – Engelsbrand-Grunbach – in Unterreichenbach |
| L 339a | in Remchingen-Wilferdingen – Remchingen-Nöttingen – Keltern-Dietenhausen – L 562 in Keltern-Ellmendingen – Keltern-Niebelsbach – L 565 in Straubenhardt-Schwann – Neuenbürg-Im Haag – Neuenbürg-Dennach – L 340 |
| L 340a | L 564 in Bad Herrenalb – Dobel – L 339 – in Neuenbürg-Eyachbrücke |
| L 343a | in Höfen an der Enz – L 562 in Schömberg-Langenbrand – L 346 in Schömberg – Schömberg-Oberlengenhardt – in Bad Liebenzell – L 343a in Bad Liebenzell – L 573 in Bad Liebenzell-Unterhaugstett – L 179 in Bad Liebenzell-Möttlingen – L 1182 in Weil der Stadt |
| L 343a | in Bad Liebenzell – L 343 in Bad Liebenzell |
| L 346a | L 343 in Schömberg – Oberreichenbach-Igelsloch – Oberreichenbach-Siehdichfür – in Oberreichenbach – Bad Teinach-Zavelstein-Rötenbach – L 347 in Bad Teinach-Zavelstein-Bad Teinach |
| L 347a | – Neuweiler-Hofstett – Neuweiler – Neuweiler-Oberkollwangen – Bad Teinach-Zavelstein-Kollwanger Sägmühle – L 346 in Bad Teinach-Zavelstein-Bad Teinach – Bad Teinach-Zavelstein-Jägermühle – L 348 – in Bad Teinach-Zavelstein-Teinachtal/Calw-Teinachtal |
| L 348a | in Bad Teinach-Zavelstein-Teinachtal/Calw-Teinachtal – L 347 in Bad Teinach-Zavelstein-Teinachtal/Calw-Teinachtal – Neubulach-Liebelsberg – Neubulach – Neubulach-Oberhaugstett – L 349 – Altensteig-Wart – L 362 in Altensteig-Berneck |
| L 349a | L 348 – Wildberg-Schönbronn – Wildberg-Effringen – in Wildberg |
| L 350a | in Baiersbronn-Huzenbach – Baiersbronn-Schönegründ – in Seewald-Besenfeld |
| L 351a | in Bad Wildbad-Calmbach – L 397 in Bad Wildbad-Calmbach – Bad Wildbad – Bad Wildbad-Ziegelhütte – Bad Wildbad-Lautenhof – Bad Wildbad-Südlicher Lautenhof – Bad Wildbad-Christophswiesen – Bad Wildbad-Christophshof – L 76b in Bad Wildbad-Sprollenmühle – Bad Wildbad-Kohlhäusle – Bad Wildbad-Nonnenmiß – Enzklösterle – Enzklösterle-Lappach – – Simmersfeld – Simmersfeld-Ettmannsweiler – Altensteig-Überberg – L 362 in Altensteig |
| L 352a | L 362 in Altensteig-Bömbach – Altensteig – L 353 in Egenhausen |
| L 353a | L 404 in Pfalzgrafenweiler – L 352 in Egenhausen – Haiterbach-Lohtal – Haiterbach-Oberschwandorf – L 354 in Haiterbach-Unterschwandorf – in Nagold-Iselshausen |
| L 354a | L 353 in Haiterbach-Unterschwandorf – L 355 in Haiterbach – Haiterbach-Lange Äcker – Waldachtal-Sägmühle – Waldachtal-Salzstetten – Waldachtal-Heiligenbronn – L 398 in Waldachtal-Lützenhardt |
| L 355a | L 354 in Haiterbach – Haiterbach-Hasloch – Haiterbach-Haslochhof – Haiterbach-Steigäcker – Haiterbach-Leidgrund – Horb am Neckar-Talheim – L 356 in Horb am Neckar-Ziegelhof – Horb am Neckar-Heiligenfeld – Horb am Neckar-Harterhof – in Horb am Neckar-Käppeleshof – L 355a in Horb am Neckar – in Horb am Neckar |
| L 355a | L 355 in Horb am Neckar – im Horb am Neckar |
| L 356a | L 355 in Horb am Neckar-Ziegelhof – Horb am Neckar-Käppele am Hochsträß – in Nagold-Hochdorf – Rottenburg am Neckar-Vollmaringen – L 360 in Rottenburg am Neckar-Baisingen – L 1184 in Rottenburg am Neckar-Ergenzingen |
| L 357a | in Wildberg – Wildberg-Untere Sägmühle – Wildberg-Obere Papiermühle – L 358 – Wildberg-Gültlingen – in Deckenpfronn |
| L 358a | L 357 – Wildberg-Rotenbühl – Wildberg – L 1358 in Wildberg-Sulz am Eck |
| L 359a | L 1359 – Ammerbuch-Altingen – Ammerbuch-Reusten – Ammerbuch-Poltringen – in Pfäffingen |
| L 360a | Rottenburg am Neckar-Baisingen – Eutingen im Gäu-Neuer Bahnhof – Eutingen im Gäu-Rohrdorf – Eutingen im Gäu-Weitingen – L 370 in Eutingen im Gäu-Eyach – L 392 – L 395 in Horb am Neckar-Mühringen – Haigerloch-Bad Imnau – Haigerloch-Talmühle – L 410 in Haigerloch – /L 391 in Bisingen-Steinhofen – Bisingen – Bisingen-Thanheim – Albstadt-Stich (Landesstraße 360) – Albstadt-Onstmettingen – L 442 in Albstadt-Tailfingen – Albstadt-Truchtelfingen – L 448 in Albstadt-Ebingen – (Abzweig der L 448 in Albstadt-Ebingen) – L 433 in Albstadt-Ebingen – in Albstadt-Ebingen |
| L 361a | L 362 in Nagold – L 1361 in Mötzingen – Rottenburg am Neckar-Seebronn – |
| L 362a | – Freudenstadt-Igelsberg – Seewald-Erzgrube – Seewald-Nagoldtalsperre – Grömbach-Schermbacher Sägmühle – Grömbach-Pfaffenstube – Simmersfeld-Neumühle – L 351 in Altensteig – L 404 in Altensteig – L 352 in Altensteig-Bömbach – L 348 in Altensteig-Berneck – Ebhausen – Rohrdorf – Rohrdorf-Hinteres Kämmerle – Nagold-Hinter der Burg – L 362a in Nagold – L 361 in Nagold – L 1362 in Jettingen-INGpark/Nagold-INGpark |
| L 362a | in Nagold, Herrenberger Straße – L 362 in Nagold |
| L 365a | – Balingen-Ostdorf – L 415 in Balingen-Schmieden – L 415 in Balingen – / in Balingen |
| L 370a | in Horb am Neckar – Horb am Neckar-Mühlen am Neckar – Horb am Neckar-Mühlen-Säge – L 360 in Eutingen im Gäu-Eyach – Starzach-Börstingen – Starzach-Sulzau – Rottenburg am Neckar-Bieringen – Rottenburg am Neckar-Obernau – Rottenburg am Neckar-Bad Niedernau – L 385 in Rottenburg am Neckar – in Rottenburg am Neckar – Rottenburg am Neckar-Kiebingen – Tübingen-Bühl – Tübingen-Kilchberg – /L 371 in Tübingen-Weilheim |
| L 371a | L 361 – Rottenburg am Neckar-Heuberger Hof – Rottenburg am Neckar-Wendelsheim – L 372 in Rottenburg am Neckar-Wurmlingen – Tübingen-Hirschau – /L 370 in Tübingen-Weilheim |
| L 372a | in Tübingen-Unterjesingen – L 371 in Rottenburg am Neckar-Wurmlingen – in Rottenburg am Neckar-Sülchen |
| L 373a | (jetzt K 6764) Walddorfhäslach-Walddorf – Pliezhausen-Gniebel – Pliezhausen-Rübgarten – in Reutlingen-Altenburg |
| L 374a | – Reutlingen-Mittelstadt – in Riederich |
| L 378a | in Pliezhausen – Reutlingen-Oferdingen – Reutlingen-Rommelsbach – in Reutlingen-Orschel-Hagen – in Reutlingen-Gmindersdorf |
| L 378a | in Reutlingen-Gmindersdorf – Reutlingen-Voller Brunnen – Reutlingen-Sondelfingen – Reutlingen-Reicheneck – in Metzingen – in Metzingen |
| L 379a | in Kirchentellinsfurt – Wannweil – Reutlingen-Betzingen – (Abzweig zur Reutlingen-Betzingen) – in Reutlingen-Gmindersdorf |
| L 380a | / in Eningen unter Achalm – L 380a in Eningen unter Achalm – St. Johann-Gestütshof – St. Johann-Würtingen – L 249 in St. Johann-Lonsingen – L 249 in St. Johann-Gächingen |
| L 380a | – Neuhausen an der Erms – Neuhausen an der Erms-Hardtsiedlung Neuhausen – Metzingen-Glems – Eningen unter Achalm-Staudenbrunnen – Eningen unter Achalm-Rangenberghof – L 380 in Eningen unter Achalm |
| L 381a | L 338 in Neuenbürg – in Neuenbürg |
| L 382a | in Pfullingen – Pfullingen-Ahlsberg – L 230 in Sonnenbühl-Genkingen – Sonnenbühl-Undingen – Sonnenbühl-Fuchsloch – Sonnenbühl-Erpfingen – L 385 in Burladingen-Stetten unter Holstein – Burladingen-Hinterbühl – Burladingen-Berg – in Burladingen |
| L 383a | in Reutlingen – Reutlingen-Ringelbach – Reutlingen-Hohbuch – Reutlingen-Hofgut Alteburg – Reutlingen-Schachen – L 230 in Reutlingen-Gönningen – Mössingen-Öschingen – L 385 |
| L 384a | in Reutlingen-Betzingen – Reutlingen-Ohmenhausen – L 230 in Gomaringen – L 394 in Nehren – L 385 in Mössingen |
| L 385a | L 370 in Rottenburg am Neckar – Rottenburg am Neckar-Weiler – L 389 – Rottenburg am Neckar-Dettingen – Ofterdingen – – L 384 in Mössingen – L 383 – Mössingen-Ziegelhütte – Mössingen-Mühlwiesen – Mössingen-Eschenhof – Mössingen-Steinlachmühle – Mössingen-Talheim – Burladingen-Oberer Talheimer Weg – Burladingen-Melchingen – L 382 in Burladingen-Stetten unter Holstein – Burladingen-Hörschwag – Trochtelfingen-Hausen an der Lauchert – in Trochtelfingen-Mägerkingen |
| L 387a | / in Lichtenstein-Unterhausen – Lichtenstein-Holzelfingen – L 230 – in Engstingen-Kleinengstingen |
| L 388a | (jetzt K 6774) in Walddorfhäslach-Walddorf |
| L 389a | L 385 – Rottenburg am Neckar-Unhalde – L 391 in Rottenburg am Neckar-Hemmendorf – Bodelshausen-Stockachwasen – Bodelshausen – |
| L 390a | – Haigerloch-Gruol – Haigerloch-Stocken – Rosenfeld-Heiligenzimmern – Rosenfeld-Breitenwasen – L 409 in Rosenfeld-Fabrikle – Rosenfeld-Vogelmühle – Geislingen-Bubenhofer Tal – Geislingen-Schafhaus – Rosenfeld-Fischermühle – L 415 in Rosenfeld-Neue Burg – L 415 in Rosenfeld – L 435 in Rosenfeld-Leidringen |
| L 391a | L 389 in Rottenburg am Neckar-Hemmendorf – L 392 in Rottenburg am Neckar-Hirrlingen – L 410 in Rangendingen – Grosselfingen-Hinter dem Weiher – Grosselfingen-Weidenhof – Grosselfingen-Hinter Erlen – Grosselfingen – /L 360 in Bisingen-Steinhofen |
| L 392a | L 360 – Starzach-Felldorf – Starzach-Bierlingen – Starzach-Wachendorf – Starzach-Burgmühle – Rottenburg am Neckar-Frommenhausen – L 391 in Rottenburg am Neckar-Hirrlingen |
| L 394a | in Nehren-Steinlach – L 384 in Nehren |
| L 395a | L 396 in Horb am Neckar-Nordstetten – Horb am Neckar-Baierle – L 459 in Horb am Neckar-Hirschhof – Horb am Neckar-Plattenhöfe – L 360 in Mühringen |
| L 396a | in Horb am Neckar-Nordstetten – L 395 in Nordstetten – L 410 in Empfingen |
| L 397a | L 351 in Bad Wildbad-Calmbach – in Bad Wildbad-Calmbach |
| L 398a | – Pfalzgrafenweiler-Durrweiler – Waldachtal-Cresbach – Waldachtal-Vesperweiler – L 354 in Waldachtal-Lützenhardt – Waldachtal-Hörschweiler – in Dornstetten-Eichwald |
| L 401a | in Baiersbronn-Ruhestein/Seebach-Ruhestein – Baiersbronn-Obertal – Baiersbronn-Hagkopf – Baiersbronn-Mitteltal – Baiersbronn-Haberland – Baiersbronn-Rauhfels – in Baiersbronn |
| L 404a | L 96 in Bad Rippoldsau-Schapbach-Bad Rippoldsau – Bad Rippoldsau-Schapbach-Kastelbach – Bad Rippoldsau-Schapbach-Zwieselberg – L 405 – in Dornstetten-Bennaweiler – Dornstetten-Köpfle – Dornstetten-Hallwangen – Pfalzgrafenweiler-Herzogsweiler – L 353 in Pfalzgrafenweiler – Altensteig-Spielberg – L 362 in Altensteig |
| L 405a | – Freudenstadt-Stadtbahnhof – (Abzweig zur in Freudenstadt) – in Freudenstadt – in Freudenstadt – L 404 – Loßburg-Vordersteinwald – Loßburg-Schömberg – Alpirsbach-Strohloch – Alpirsbach-Jungbauer – Alpirsbach-Reinerzau Oberes Dörfle – Alpirsbach-Johannesbauer – Alpirsbach-Hinterbühlhof – Alpirsbach-Vorderbühlhof – Alpirsbach-Hansenbauernhof – Alpirsbach-Michelsbauer – Alpirsbach-Altenbauer – Alpirsbach-Reinerzau Unteres Dörfle – Alpirsbach-Oberer Spittelbauer – Alpirsbach-Unterer Spittelbauer – Schenkenzell-Vortal – Schenkenzell-Erlenberg – Schenkenzell-Rotlehof – / in Schenkenzell |
| L 406a | / in Loßburg – Loßburg-Lombach – Loßburg-Ursental – L 409 in Glatten |
| L 408a | / in Loßburg – L 412 in Loßburg – Loßburg-Bühlhof – Loßburg-Buchenbronnen – Loßburg-Lugen – Loßburg-Betzweiler – L 410/L 415 |
| L 409a | in Baiersbronn-Klosterreichenbach – Baiersbronn-Ziegelteich – – Freudenstadt-Obermusbach – Freudenstadt-Untermusbach – Freudenstadt-Reute – Freudenstadt-Grüntal – Dornstetten-Aach – Glatten-Hammerschmiede – L 406 in Glatten – Glatten-Böffingen – Glatten-Neuneck – Dornhan-Leinstetten – L 410 in Dornhan-Bettenhausen – Sulz am Neckar-Reinau – Sulz am Neckar-Hopfau – Sulz am Neckar-Ramshalde – Sulz am Neckar-Hof Waldeck – Sulz am Neckar-Pfauhof – Sulz am Neckar-Marienhof – Sulz am Neckar-Schillerhöhe – L 424 in Sulz am Neckar – in Vöhringen-Römerhof – Vöhringen – Vöhringen-Siegelhaus – Rosenfeld-Breitenwasen – L 390 in Rosenfeld-Fabrikle |
| L 410a | L 408/L 415 – Dornhan-Aischfeld – Dornhan-Busenweiler – L 412 in Dornhan – Dornhan-Braunhalde – L 409 in Dornhan-Bettenhausen – … – L 398 in Horb am Neckar-Dettingen – Horb am Neckar-Neckarhausen – Sulz am Neckar-Fischingen – L 396 in Empfingen – in Empfingen/ – … – L 360 in Haigerloch – L 391 in Rangendingen – Hechingen-Stein – / in Hechingen |
| L 412a | L 408 in Loßburg – Loßburg-Dottenweiler – Loßburg-Leinbach – Loßburg-Hummelberg – Loßburg-Wälde – Loßburg-Betzweiler – L 410 in Dornhan – L 413 in Dornhan-Marschalkenzimmern – Dornhan-Feriensiedlung Alte Reute – Dornhan-Weiden – L 424 |
| L 413a | L 412 in Dornhan-Marschalkenzimmern – Oberndorf am Neckar-Hochmössingen – L 415 |
| L 415a | / in Alpirsbach – Alpirsbach-Aischfeld – L 408/L 410 – Alpirsbach-Breitenwies – Alpirsbach-Peterzell – L 422 in Fluorn-Winzeln-Fluorn – L 413 – L 419 in Oberndorf am Neckar-Lindenhof – L 424 in Oberndorf am Neckar – L 415b in Oberndorf am Neckar – Oberndorf am Neckar-Boll – Oberndorf am Neckar-Bochingen – Rosenfeld-Brittheim – Rosenfeld-Bickelsberg – L 390 in Rosenfeld – Rosenfeld-Neue Burg – Geislingen-Hofstetten – Geislingen – L 365 in Balingen-Schmieden – L 365 in Balingen – / in Balingen – … – in Straßberg-Vogelgerd – L 449 in Winterlingen – Winterlingen-Vor dem Gereut – Winterlingen-Harthausen auf der Scher – in Veringenstadt – Hettingen-Inneringen – Hettingen-Brand – Langenenslingen-Emerfeld – Langenenslingen-Billafingen – L 277 in Langenenslingen |
| L 415b | L 424 in Oberndorf am Neckar – L 415 in Oberndorf am Neckar |
| L 419a | L 415 in Oberndorf am Neckar-Lindenhof – Oberndorf am Neckar-Beffendorf – L 422 in Schramberg-Waldmössingen – Schramberg-Lehen – Schramberg-Heiligenbronn – Schramberg-Brambach – in Schramberg-Sulgen |
| L 422a | / in Alpirsbach-Rötenbach – Alpirsbach-Dieboldsberg – Alpirsbach-Lochmühle – Alpirsbach-Obere Lochmühle – Aichhalden-Schoren – Aichhalden-Rötenberg – Aichhalden-Reint – L 415 in Fluorn-Winzeln-Fluorn – Fluorn-Winzeln-Winzeln – Schramberg-Hochbühl – L 419 in Schramberg-Waldmössingen – Dunningen-Seedorf – in Dunningen |
| L 423a | in Rottweil-Berner Feld – Rottweil-Seehof – Rottweil-Schafwasen – Rottweil-Neckartal – Rottweil – Rottweil-Hausen ob Rottweil – Zimmern ob Rottweil-Horgen – Niedereschach-Pulvermühle – L 181 in Niedereschach – L 178 in Niedereschach – Dauchingen-Längental – Dauchingen-Haslenhof – Dauchingen – Dauchingen-Gewerbegebiet Riesenburg – – Villingen-Schwenningen-Hankenberg – Villingen-Schwenningen-Rinelen – L 173 in Villingen-Schwenningen-Schwenningen – L 173 in Villingen-Schwenningen-Lehrenbühl – Villingen-Schwenningen-Neckarstadt – / in Villingen-Schwenningen |
| L 424a | L 410 in Sulz am Neckar-Fischingen – L 409 in Sulz am Neckar – L 412 – Oberndorf am Neckar-Aistaig – L 415 in Oberndorf am Neckar – L 415b in Oberndorf am Neckar – Oberndorf am Neckar-Webertal – Oberndorf am Neckar-Altoberndorf – Epfendorf – Epfendorf-Sandbühl – Epfendorf-Talhausen – Villingendorf – in Rottweil |
| L 429a | L 433 in Trossingen – L 432 in Trossingen-Schura – in Tuningen |
| L 431a | in Spaichingen – Spaichingen-Dreifaltigkeitsberg |
| L 432a | L 429 in Trossingen-Schura – Durchhausen – Seitingen-Oberflacht-Oberflacht – Seitingen-Oberflacht-Seitingen – Seitingen-Oberflacht-Aumühle – Seitingen-Oberflacht-Bruckmühle – |
| L 433a | / – L 429 in Trossingen – Trossingen-Kleiner Heuberg – in Aldingen – in Aldingen-Winzingen/Denkingen-Winzingen – L 433a in Denkingen – Gosheim – L 435 in Wehingen – Wehingen-Harras – Reichenbach am Heuberg – L 438 in Egesheim – L 440 – Nusplingen – L 440 in Meßstetten-Unterdigisheim – L 196 in Meßstetten – in Albstadt-Ebingen – L 360 in Albstadt-Ebingen |
| L 433a | L 433 in Denkingen – Denkingen-Klippeneck – Denkingen-Segelfluggelände Klippeneck |
| L 434a | L 435 in Schömberg – Schömberg-Weiherhof – Schömberg-Neuhaus – Wellendingen-Stungen – Wellendingen – Frittlingen – in Aldingen-Neuhäusle |
| L 435a | L 390 in Rosenfeld-Leidringen – Rosenfeld-Brestneckermühle – Rosenfeld-Michelesmühle – Dautmergen – Schömberg-Martinshof – Schömberg-Marienhof – Schömberg-Wiesengrundhof – Schömberg-Berghof – in Schömberg – L 434 in Schömberg – Deilingen – Deilingen-Delkhofen – L 433 in Wehingen |
| L 438a | L 433 in Egesheim – L 443 in Egesheim – Bubsheim – Böttingen-Kuhwasen – Böttingen – L 438a in Dürbheim – in Balgheim |
| L 438a | L 438 in Dürbheim – in Rietheim-Weilheim-Rietheim |
| L 440a | L 433 – Bärenthal-Forsthaus – Bärenthal-Enisheim – Bärenthal – Fridingen an der Donau-Talhaus – L 277 in Fridingen an der Donau – L 277 in Fridingen an der Donau-Bergsteig – Neuhausen ob Eck – Emmingen-Liptingen-Ederstetten – in Emmingen-Liptingen-Waldhof – Eigeltingen-Heudorf im Hegau – Eigeltingen-Bohlhof – Eigeltingen-Guggenhausen – Eigeltingen-Dürrenbühl – Eigeltingen-Dauenberg – L 194 in Eigeltingen |
| L 442a | in Dotternhausen – Balingen-Degenhart – Balingen-Schweichel – Balingen-Untere Wiesen – Balingen-Harthof – /L 440 in Balingen-Weilstetten – … – L 446 in Balingen-Dürrwangen – Balingen-Stockenhausen – Balingen-Zillhausen – Albstadt-Wannenbuche – Albstadt-Pfeffingen – L 360 in Albstadt-Tailfingen – L 449 in Albstadt-Neuweiler – in Burladingen-Hausen im Killertal |
| L 443a | L 438 in Egesheim – Königsheim – Renquishausen – Kolbingen-Rotes Kreuz – Kolbingen – Mühlheim an der Donau-Obere Mühle – Mühlheim an der Donau-Mittlere Mühle – Mühlheim an der Donau-Altstadt – Mühlheim an der Donau-Untere Mühle – Mühlheim an der Donau – L 277 in Mühlheim an der Donau-Oberstadt |
| L 446a | in Balingen-Frommern – L 442 in Balingen-Dürrwangen – in Balingen-Dürrwangen |
| L 448a | L 360 in Albstadt-Ebingen – Albstadt-Bitzer Berg – Albstadt-Galthaus – L 449 in Bitz – Neufra-Freudenweiler – Neufra-Ziegelhütte – in Neufra |
| L 449a | L 442 in Albstadt-Neuweiler – Albstadt-Degerfeld – L 448 in Bitz – Winterlingen-Vor dem Gereut – L 415 in Winterlingen – |
| L 453a | in Straßberg – Straßberg-Kaiseringen – Stetten am kalten Markt-Frohnstetten – L 218 in Stetten am kalten Markt |
| L 455a | L 277 in Bingen-Hitzkofen – Sigmaringendorf-Laucherthal – in Sigmaringendorf – Sigmaringendorf-Unterjägerhaus – L 456 |
| L 456a | – Sigmaringen-Josefslust – L 455 – in Krauchenwies – Krauchenwies-Untere Mühle – Krauchenwies-Ettisweiler – Krauchenwies-Im Himmelreich – Pfullendorf-Weihwang – Pfullendorf-Otterswang – L 194 in Pfullendorf |
| L 459  | – L 395 in Horb am Neckar-Hirschhof |
| L 460a | in Freudenstadt – Freudenstadt-Lauterbad – / |